# 阿爾多·卡盧盧
阿尔多·卡盧盧·克亚滕瓦（法語：Aldo Kalulu Kyatengwa，1996年1月21日—）是法國的職業足球運動員，司職前锋，現效力於法乙球隊索察。他曾效力过多支法甲球队。